# シグナル伝達兼転写活性化因子5
シグナル伝達兼転写活性化因子5（signal transducer and activator of transcription 5、STAT5）は、非常に高い関連性を有する2種類のタンパク質、STAT5AとSTAT5Bを指す。これらは7つのメンバーから構成されるSTATファミリーのタンパク質である。STAT5AとSTAT5Bは別個の遺伝子によってコードされているが、タンパク質はアミノ酸レベルで90%が同一である。STAT5タンパク質は細胞質基質でのシグナル伝達と、特定の遺伝子の発現の媒介に関与している。STAT5の活性の異常はヒトの広範囲のがんと密接に関係していることが示されており、この異常な活性のサイレンシングは、医薬品化学の分野で活発な研究の対象となっている。

## 活性化と機能
STAT5タンパク質が機能するためには、まず活性化される必要がある。この活性化は、膜貫通受容体に結合したキナーゼによって行われる。
- 膜貫通受容体の細胞外側にリガンドが結合し、キナーゼが活性化される。
- 刺激されたキナーゼが受容体の特定のチロシン残基にリン酸基を付加する。
- その後、STAT5がSH2ドメインを利用してこれらのリン酸化チロシン残基に結合する。
- 続いて結合したSTAT5がキナーゼによってリン酸化される。リン酸化はタンパク質のC末端の特定のチロシン残基に対して行われる。
- リン酸化によってSTAT5が受容体から解離する。
- リン酸化されたSTAT5は、ホモ二量体（STAT5-STAT5）または他のSTATタンパク質とのヘテロ二量体（STAT5-STATX）を形成する。この二量体化にはSH2ドメインが再び利用される。STAT5はヒストンメチルトランスフェラーゼEZH2と協働してホモ四量体を形成する場合もあり、転写リプレッサーとして作用する[5]。

STAT5の活性化

活性化経路は図に模式的に示されているように、関与するリガンドはサイトカインであり、活性化を行う特異的キナーゼはJAKである。二量体化したSTAT5は活性化状態であり、核へ移行する。
核内では、二量体はSTAT5応答エレメントに結合し、特定のセットの遺伝子の転写を誘導する。STAT5二量体によって発現がアップレギュレーションされる遺伝子は、次のような過程に関与している。
- 細胞成長、分裂、増殖の制御
- プログラム細胞死、アポトーシス
- 細胞の特殊化、分化
- 炎症

活性化されたSTAT5二量体の寿命は短く、迅速な不活性化が行われる。不活性化は、PIASやSHP2などを介して直接的に行われる場合や、サイトカインシグナルの減少など間接的に行われる場合がある。

## STAT5とがん
STAT5はがん細胞で恒常的にリン酸化されていることが判明しており、タンパク質は常に活性型として存在していることが示唆される。この恒常的な活性化は変異によるものかまたは細胞シグナルの異常発現によるものであり、STAT5の影響を受ける遺伝子の転写活性化の調節がうまく行われなくなったり、完全に制御不能な状態となったりし、恒常的な発現上昇が行われる。例えば、変異によって抗アポトーシス遺伝子の発現上昇がもたらされると、遺伝子産物が恒常的に存在することとなる。その結果、細胞はがん化しても保存されることとなり、最終的には悪性腫瘍となる。

### 治療アプローチ
恒常的にリン酸化されたSTAT5を有するがん細胞に対する治療として、STAT5活性の直接的・間接的な阻害が試みられている。医薬品の研究がより多く行われているのは間接的阻害によるアプローチであるが、このアプローチでは細胞毒性の増大や非特異的効果が生じる可能性があり、直接的阻害によるアプローチがより望ましいと考えられている。
間接的阻害によるアプローチは、STAT5と結合するキナーゼやタンパク質の末端を切断するプロテアーゼを標的としている。さまざまなキナーゼを標的とした阻害剤が設計されている。
- イマチニブなどの薬剤はBcr-Ablを阻害する[7]。
- レスタウルチニブ（英語版）はFLT3を阻害する[8]。
- モメロチニブ（英語版）はJAK2を阻害する。臨床試験が行われている[9]。

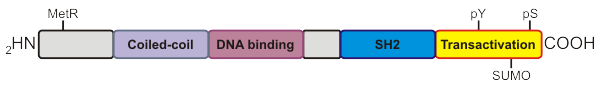
STATタンパク質のドメイン構造

STAT5の直接的阻害には、STAT5のDNAへの適切な結合や適切な二量体化を妨げる低分子阻害剤が利用される。DNA結合の阻害にはRNAi、アンチセンスオリゴヌクレオチド、shRNAが利用される。一方、適切な二量体化の阻害にはSH2ドメインを標的とした低分子が利用される。近年の薬剤開発では特に後者の有効性が示されている。